# Pholcus sokkrisanensis
Pholcus sokkrisanensis är en spindelart som beskrevs av Paik 1978. Pholcus sokkrisanensis ingår i släktet Pholcus och familjen dallerspindlar. Inga underarter finns listade i Catalogue of Life.